# 몽골 축구 연맹 축구 센터

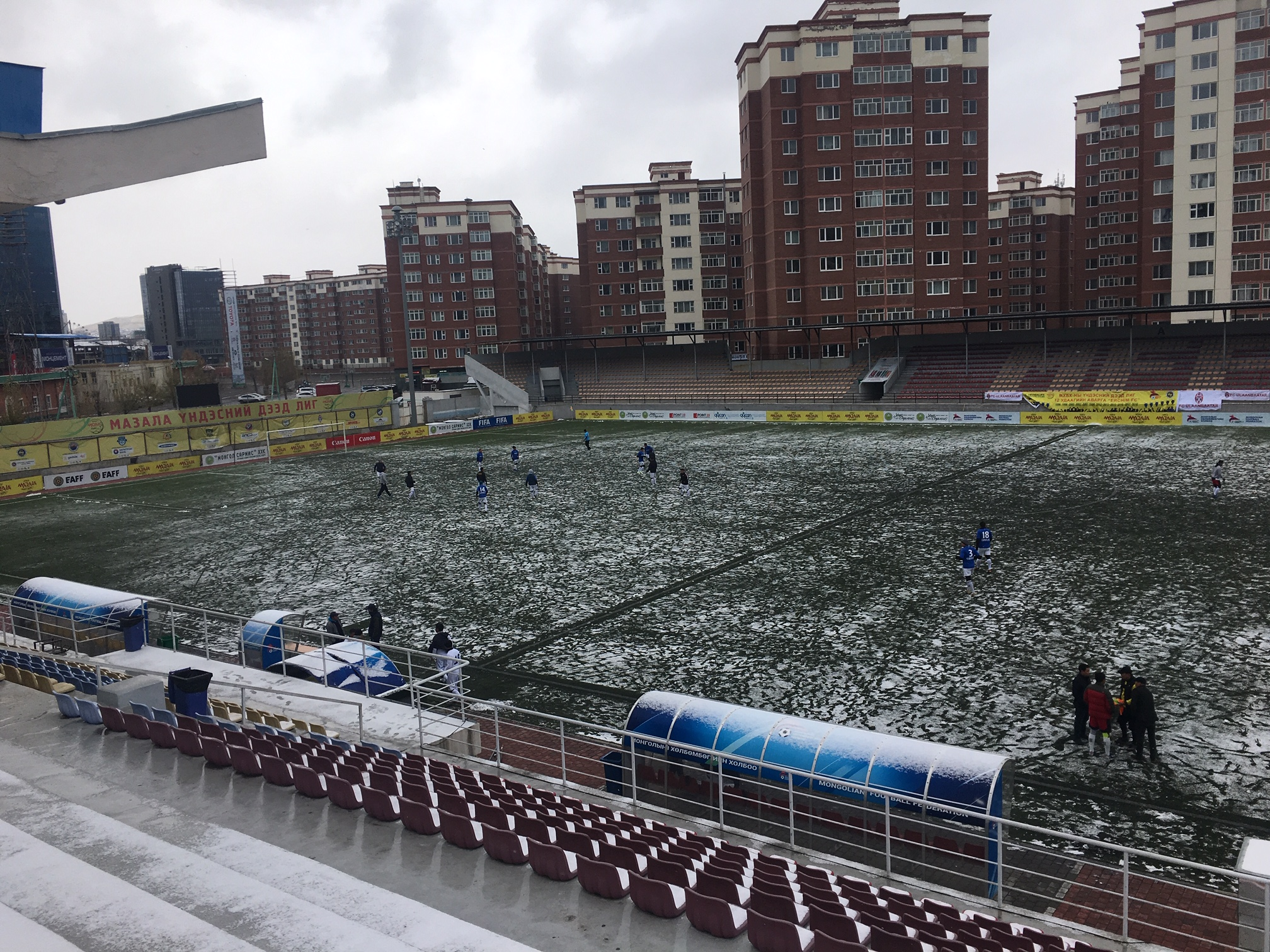
몽골 축구 연맹 축구 센터

몽골 축구 연맹 축구 센터(MFF Football Centre)는 몽골 울란바토르에 있는 축구 경기장으로 2002년에 개장했다. 관중석 규모는 5000석이며 몽골 축구 국가대표팀과 몽골 내셔널 프리미어리그의 프로팀들이 홈 경기장으로 사용하고 있으며 인조 잔디 형태로 형성되어 있다.

## 사용처
- 몽골 축구 국가대표팀
- 몽골 내셔널 프리미어리그
- 몽골 2부 리그
- 몽골 3부 리그
- 2012년 AFC 챌린지컵 예선 1라운드
- 2014년 FIFA 월드컵 아시아 지역 1차 예선
- 2018년 FIFA 월드컵 아시아 지역 1차 예선
- 2019년 EAFF E-1 풋볼 챔피언십 남자 / 여자부 1라운드
- 2022년 FIFA 월드컵 아시아 지역 1차 예선
- 2022년 FIFA 월드컵 아시아 지역 2차 예선
- 2023년 AFC 아시안컵 3차 예선

## 기록

### 2019년 EAFF E-1 풋볼 챔피언십 남자부 1라운드
| 날짜           | 팀 1            | 스코어 | 팀 2            | 라운드 |
| -------------- | --------------- | ------ | --------------- | ------ |
| 2018년 9월 2일 | 괌              | 4 - 0  | 북마리아나 제도 |        |
| 2018년 9월 2일 | 몽골            | 4 - 1  | 마카오          |        |
| 2018년 9월 4일 | 마카오          | 2 - 0  | 괌              |        |
| 2018년 9월 4일 | 몽골            | 9 - 0  | 북마리아나 제도 |        |
| 2018년 9월 6일 | 북마리아나 제도 | 1 - 1  | 마카오          |        |
| 2018년 9월 6일 | 몽골            | 1 - 1  | 괌              |        |

### 2019년 EAFF E-1 풋볼 챔피언십 여자부 1라운드
| 날짜           | 팀 1            | 스코어 | 팀 2            | 라운드 |
| -------------- | --------------- | ------ | --------------- | ------ |
| 2018년 9월 3일 | 마카오          | 0 - 5  | 괌              | 1차전  |
| 2018년 9월 3일 | 몽골            | 3 - 2  | 북마리아나 제도 | 1차전  |
| 2018년 9월 5일 | 북마리아나 제도 | 0 - 0  | 마카오          | 2차전  |
| 2018년 9월 5일 | 몽골            | 1 - 0  | 괌              | 2차전  |
| 2018년 9월 7일 | 괌              | 0 - 0  | 북마리아나 제도 | 3차전  |
| 2018년 9월 7일 | 몽골            | 0 - 0  | 마카오          | 3차전  |